# ヴェルナー・ヘルツォーク
ヴェルナー・ヘルツォーク （Werner Herzog、本名: Werner Stipetić、1942年9月5日 - ） は、ドイツの映画監督・脚本家・オペラ演出家。ヴィム・ヴェンダース、ライナー・ヴェルナー・ファスビンダーらと並んでニュー・ジャーマン・シネマの代表的な監督である。怪優クラウス・キンスキーを起用した作品でも有名。

## 来歴
1942年9月5日、ドイツ人の父ディートリヒとクロアチア人の母エリーザベトとの間にミュンヘンで生まれ、バイエルン州の田舎で育つ。13歳からの一時期、ミュンヘンのアパートでクラウス・キンスキーと共同生活をしていた。キンスキーは後にヘルツォークの多くの作品で主演を務めることになる。その後、ミュンヘン大学で歴史とドイツ文学を学んだ後、奨学金を得てアメリカに渡り、ピッツバーグのデュケイン大学で学んだ。
1962年に短編『Herakles』を製作して映画監督としてデビュー。1968年には初の長編『生の証明』を発表。第18回ベルリン国際映画祭で銀熊賞（審査員特別賞）を受賞した。
1972年、キンスキーを初めて起用し、エル・ドラード発見を目指す16世紀の南米探検隊を描いた『アギーレ/神の怒り』を発表。翌1973年に第26回カンヌ国際映画祭の監督週間部門に出品された。また、2005年にはタイム誌の「歴代映画ベスト100」の一本に選出された。1974年、19世紀に実在したとされる青年カスパー・ハウザーを描いた『カスパー・ハウザーの謎』を発表。翌1975年の第28回カンヌ国際映画祭で審査員特別グランプリを受賞した。1977年、ベルリンからアメリカへ移住した男たちを描いた『シュトロツェクの不思議な旅』を発表。タオルミナ国際映画祭で審査員特別賞を受賞した。1979年、F・W・ムルナウ監督の『吸血鬼ノスフェラトゥ』（1922年）をリメイクした『ノスフェラトゥ』を発表。第29回ベルリン国際映画祭に出品された。本作ではキンスキーの他にイザベル・アジャーニとブルーノ・ガンツを起用している。また、同年にはゲオルク・ビューヒナーの未完の戯曲を映画化した『ヴォイツェク』を発表。第32回カンヌ国際映画祭に出品され、エヴァ・マッテスが助演女優賞を受賞した。
1982年、オペラハウスの建設のためにアマゾン川を航海する男を描いた『フィツカラルド』を発表。第35回カンヌ国際映画祭で監督賞を受賞した。1984年にはオーストラリアの原住民アボリジニの姿を映した『緑のアリが夢見るところ』を発表。1987年には5度目のキンスキー起用となった『コブラ・ヴェルデ』を発表した。
1991年、登山家ラインホルト・メスナーの原案を元にした『彼方へ』を発表。第48回ヴェネツィア国際映画祭で金オゼッラ賞を受賞した。以後、1990年代は主にドキュメンタリーやテレビ映画を製作する。1999年には5度に渡って主演に起用したクラウス・キンスキーについてのドキュメンタリー『キンスキー、我が最愛の敵』を発表した。本作ではヘルツォーク自身の他にクラウディア・カルディナーレやミック・ジャガーらが出演している。
2001年、第二次世界大戦前のポーランドを舞台にした『神に選ばれし無敵の男』を発表。10年ぶりの劇映画製作となった。本作ではティム・ロスを主演に起用している。2005年、その2年前に死去したグリズリーの保護活動家ティモシー・トレッドウェルの姿を映したドキュメンタリー『グリズリーマン』を発表。第71回ニューヨーク映画批評家協会賞や第31回ロサンゼルス映画批評家協会賞などでドキュメンタリー映画賞を受賞した。また、本作は初のアメリカでの製作となった。同年にはSF風の作品『The Wild Blue Yonder』が第62回ヴェネツィア国際映画祭のオリゾンティ部門に出品され、国際映画批評家連盟賞を受賞している。2009年、ニコラス・ケイジを主演に起用し、アベル・フェラーラ監督の『バッド・ルーテナント/刑事とドラッグとキリスト』（1992年）をリメイクした『バッド・ルーテナント』、デヴィッド・リンチを製作総指揮に迎えた『狂気の行方』を発表。ともに第66回ヴェネツィア国際映画祭のコンペティション部門に出品された。
2010年、ショーヴェ洞窟の壁画を映した3Dドキュメンタリー『世界最古の洞窟壁画 3D 忘れられた夢の記憶』を発表。同年、第60回ベルリン国際映画祭のコンペティション部門の審査員長を務めた。2013年、第66回ロカルノ国際映画祭で名誉豹賞を受賞した。2014年、ニコール・キッドマンを主演に、イラク王国の建国に携わったガートルード・ベルの伝記映画『アラビアの女王 愛と宿命の日々』を発表した。2017年現在、D・B・C・ピエールの小説『ヴァーノン・ゴッド・リトル―死をめぐる21世紀の喜劇』を原作とした『Vernon God Little』を製作している。

## 作品

### 監督
長編劇映画およびドキュメンタリーのみ記載。その他に短編やテレビ映画も多数製作。
- 生の証明 Lebenszeichen （1968年）
- 小人の饗宴 Auch Zwerge haben klein angefangen （1971年）[20]
- 蜃気楼 Fata Morgana （1971年）
- 闇と沈黙の国 Land des Schweigens und der Dunkelheit （1971年） ドキュメンタリー
- アギーレ/神の怒り Aguirre, der Zorn Gottes （1972年）
- 跳躍の孤独と恍惚 Die große Ekstase des Bildschnitzers Steiner （1972年） ドキュメンタリー
- カスパー・ハウザーの謎 Jeder für sich und Gott gegen alle （1974年）
- ガラスの心 Herz aus Glas （1976年）
- シュトロツェクの不思議な旅 Stroszek （1977年）
- ラ・スフリュール、起こらざる天災の記 La Soufrière - Warten auf eine unausweichliche Katastrophe （1977年） ドキュメンタリー
- ノスフェラトゥ Nosferatu: Phantom der Nacht （1979年）
- ヴォイツェク Woyzeck （1979年）
- フィツカラルド Fitzcarraldo （1982年）
- 緑のアリが夢見るところ Wo die grünen Ameisen träumen （1984年）
- コブラ・ヴェルデ Cobra Verde （1987年）
- フランス人、ゴール人 Les Gaulois （1988年） オムニバス『パリ・ストーリー』の一篇
- Echos aus einem düsteren Reich （1990年） ドキュメンタリー
- 彼方へ Cerro Torre: Schrei aus Stein （1991年）
- 問いかける焦土 Lektionen in Finsternis （1992年） ドキュメンタリー[21]
- Glocken aus der Tiefe - Glaube und Aberglaube in Rußland （1993年） ドキュメンタリー
- Little Dieter Needs to Fly （1997年） ドキュメンタリー
- キンスキー、我が最愛の敵 Mein liebster Feind （1999年） ドキュメンタリー
- 神に選ばれし無敵の男 Invincible （2001年）
- 失われた一万年 Ten Minutes Older: The Trumpet （2002年） オムニバス『10ミニッツ・オールダー 人生のメビウス』の一篇
- Wheel of Time （2003年） ドキュメンタリー
- The White Diamond （2004年） ドキュメンタリー
- The Wild Blue Yonder （2005年）
- グリズリーマン Grizzly Man （2005年） ドキュメンタリー
- 戦場からの脱出 Rescue Dawn （2007年）
- 世界の果ての出会い Encounters at the End of the World （2008年） ドキュメンタリー
- バッド・ルーテナント Bad Lieutenant: Port of Call New Orleans （2009年）
- 狂気の行方 My Son, My Son, What Have Ye Done （2009年）
- ハッピー・ピープル タイガで暮らす一年 Happy People: A Year in the Taiga （2010年） ドキュメンタリー。ドミトリー・ワシュコフと共同監督
- 世界最古の洞窟壁画 3D 忘れられた夢の記憶 Cave of Forgotten Dreams （2010年） ドキュメンタリー
- Into the Abyss （2011年） ドキュメンタリー
- アラビアの女王 愛と宿命の日々　Queen of the Desert （2015年）[22]
- 『ファミリー・ロマンス・LLC（英語版）』（2019年）※日本で撮影されたが日本では未公開
- The Fire Within: A Requiem For Katia And Maurice Krafft (2022年) ドキュメンタリー
- Vernon God Little （未定）

### 出演
日本公開作品のみ記載。
- 666号室 Chambre 666 （1982年） ヴィム・ヴェンダース監督
- 東京画 Tokyo-Ga （1985年） ヴィム・ヴェンダース監督
- 奇蹟の輝き What Dreams May Come （1998年） ヴィンセント・ウォード監督
- ジュリアン Julien Donkey-Boy （1999年） ハーモニー・コリン監督
- ミスター・ロンリー Mister Lonely （2007年） ハーモニー・コリン監督
- アウトロー Jack Reacher （2012年） クリストファー・マッカリー監督
- 風立ちぬ （2013年） 英語版の吹き替え。宮崎駿監督
- マンダロリアン The Mandalorian （2019年） テレビドラマシリーズ

### 製作
- Incident at Loch Ness （2004年） ザック・ペン監督
- アクト・オブ・キリング The Act of Killing （2012年） ジョシュア・オッペンハイマー監督
- ルック・オブ・サイレンス The Look of Silence （2014年） ジョシュア・オッペンハイマー監督

### 著作
- 氷上旅日記 ミュンヘン‐パリを歩いて（1978年）、藤川芳朗訳、白水社（1993年、新版2022年）